# Callionima ramsdeni
Callionima ramsdeni là một loài bướm đêm thuộc họ Sphingidae, được tìm thấy ở Cuba. It was originally described by Clark năm 1920.
Nó tương tự như Callionima parce và Callionima falcifera falcifera nhưng nhỏ hơn.